# 西格瓦德·埃里克松
西格瓦德·埃里克松（瑞典語：Sigvard Ericsson，1930年7月17日—2019年11月2日），瑞典男子速度滑冰运动员。他曾代表瑞典获得1956年冬季奥运会速度滑冰比赛男子10000米金牌和5000米银牌。